# Country Honk
Pistes de Let It Bleed
Love in Vain
(2) Live with Me
(4)
Country Honk est une chanson du groupe de rock The Rolling Stones, parue le 5 décembre 1969 sur l'album Let It Bleed. Il s'agit d'une version country du morceau Honky Tonk Women sorti en single cinq mois auparavant.

## Production
Cet arrangement country est antérieur à celui plus rock de Honky Tonk Women. Le morceau est composé par Mick Jagger et Keith Richards dans un ranch du Mato Grosso en décembre 1968. Il s'inspire du Honky Tonk Blues de Hank Williams.
Sur l'enregistrement studio, Byron Berline joue du fiddle, une version populaire du violon. Il a été recommandé aux Stones par Gram Parsons, qui avait déjà travaillé avec lui avec son groupe The Flying Burrito Brothers. Le producteur Glyn Johns suggère au groupe que Berline enregistre sa partie en dehors du studio pour ajouter une atmosphère particulière au morceau. Sam Cutler, le manager de tournée des Stones, a fourni le klaxon audible au début et à la fin du morceau. Nanette Workman a interprété des chœurs sur cette version, bien que les crédits de l'album la mentionne comme Nanette Newman.

## Postérité
Country Honk n'a jamais été jouée sur scène, mais une version live intimiste apparait dans le documentaire Olé Olé Olé!: A Trip Across Latin America, qui retrace leur tournée en Amérique latine de 2016.

## Personnel
Crédits :
- Mick Jagger : chant
- Keith Richards : guitare acoustique, chœurs
- Mick Taylor : guitare slide
- Charlie Watts : batterie
- Byron Berline : fiddle
- Nanette Workman : chœurs (créditée comme « Nanette Newman », qui est une actrice britannique)